# めんそーれ、かりゆし
『めんそーれ、かりゆし』は、かりゆし58の3枚目のスタジオ・アルバム。2010年8月11日にLD&K Records/Pacific Recordsよりリリースされた。

## 概要
前作より1年4ヶ月ぶりとなるアルバム。

## チャート成績
オリコン週間アルバムランキングでは初動万千枚を売り上げ、週間14位にランクインした。2023年3月現在2番目に売れたアルバム。

## 収録曲
全曲作詞・作曲：前川真悟
1. 流星
ワタミCMソング。2010年11月10日に「流星 ワタミver」が配信限定でリリース
2. 会いたくて
編曲：武部聡志
9thシングル
3. サマーソング
4. さいな
5. 風まかせ
エバラ黄金のたれCMソング
6. 雨上がりのオリオン
7. 予告編
8. L.I.F.E.（with 中塚武）
編曲：中塚武
9. アナタの唄
10. 雨のち晴れ
編曲：久保田光太郎
7thシングル。映画『かずら』主題歌
11. ララバイ
12. ピクニック
配信限定シングル。進研ゼミCMソング
13. 全開の唄
編曲：Ikoman
8thシングル。洋服の青山「クールビズ」CMソング
14. オワリはじまり
編曲：久保田光太郎
7thシングルカップリング曲。テレビ東京系ドラマ『三匹のおっさん〜正義の味方、みたび!!〜』主題歌[5]
2010年5月12日に「オワリはじまり ライブver」が配信限定でリリース

初回生産限定盤DVD
1. 「会いたくて」プロモーションビデオ
2. 沖縄旅人(たびんちゅ)めんそーれツアー 1日目
3. 沖縄旅人(たびんちゅ)めんそーれツアー 2日目
4. 沖縄旅人(たびんちゅ)めんそーれツアー 3日目